# Syngrapha altera
Syngrapha altera là một loài bướm đêm trong họ Noctuidae.